# Marcos Cavalcanti de Albuquerque
Marcos Cavalcanti de Albuquerque (Mamanguape, 27 de agosto de 1950) é professor, escritor, desembargador e ex-presidente do Tribunal de Justiça da Paraíba.
Membro da Academia Paraibana de Letras (APL), foi o 58º presidente do Tribunal Regional Eleitoral da Paraíba no biênio 2012-2013 e o 48º presidente do Tribunal de Justiça da Paraíba. Assumiu interinamente o Governo do Estado da Paraíba, por duas vezes, nos períodos de 22 a 26 de julho de 2015 e de 05 a 08 de janeiro de 2017. Graduado em Ciências Jurídicas e Sociais em 1977 pela Universidade Federal da Paraíba, exerceu diversos cargos até ser nomeado para exercer a magistratura de carreira do Estado da Paraíba em 1983. É professor da Escola Superior da Magistratura Desembargador Almir Carneiro da Fonseca (ESMA) e exerceu a presidência do órgão entre 2017 e 2020.